# Elitettan de 2014
A Segunda Liga do Campeonato Sueco de Futebol Feminino da temporada de 2014 - Elitettan 2014 –  começou em abril e acabou em outubro de 2014.

## Campeãs
| Elitettan 2014 |
| Sweden         |
| -------------- |
| Mallbackens IF |